# Kærsgård Strand, Vandplasken og Liver Å
Kærsgård Strand, Vandplasken og Liver Å este o arie protejată (arie specială de conservare — SAC, sit de importanță comunitară — SCI) din Danemarca întinsă pe o suprafață de 442 ha, integral pe uscat.

## Localizare
Centrul sitului Kærsgård Strand, Vandplasken og Liver Å este situat la coordonatele 57°31′52″N 9°53′15″E / 57.531111°N 9.8875°E.

## Înființare
Situl Kærsgård Strand, Vandplasken og Liver Å a fost declarat sit de importanță comunitară în mai 1998 pentru a proteja 1 specie de plante și 5 specii de animale. Situl a fost protejat și ca arie specială de conservare în decembrie 2011.

## Biodiversitate
Situată în ecoregiunile continentală și marină Atlantică, aria protejată conține 20 de habitate naturale: Păduri aluvionare cu Alnus glutinosa și Fraxinus excelsior (Alno-Padion, Alnion incanae, Salicion albae), Dune de coastă cu Juniperus spp., Dune mobile cu vegetație embrionară, Dune de coastă fixe cu vegetație erbacee („dune gri”), Dune cu Salix repens ssp. argentea (Salicion arenariae), Dune cu Hyppophaë rhamnoides, Dune mobile de-a lungul țărmului cu Ammophila arenaria („dune albe”), Izvoare petrifiante cu formare de travertin (Cratoneurion), Depresiuni intradunale umede, Ape puternic oligomezotrofe cu vegetație bentonică cu Chara spp., Ape oligotrofe din câmpii nisipoase, cu un conținut foarte redus de minerale (Littorelletalia uniflorae), Lacuri eutrofice naturale cu vegetație de tip Magnopotamion sau Hydrocharition, Mlaștini alcaline, Dune împădurite din regiunile atlantică, continentală și boreală, Formațiuni ierboase bogate în specii de Nardus, dezvoltate pe substraturi silicioase în zone montane (și în zone submontane, în Europa continentală), Ape stătătoare oligotrofe până la mezotrofe, cu vegetație de Littorelletea uniflorae și/sau de Isoëto-Nanojuncetea, Pajiști cu Molinia pe soluri calcaroase, turboase sau argilos-nămoloase (Molinion caeruleae), Liziere de ierburi înalte hidrofile de câmpie și de nivel montan până la alpin, Cursuri de apă de la nivel de câmpie la nivel montan, cu vegetație Ranunculion fluitantis și Callitricho-Batrachion, Râuri cu maluri nămoloase cu vegetație de Chenopodion rubri p.p. și Bidention p.p..
La baza desemnării sitului se află mai multe specii protejate:
- plante (1): moșișoare (Liparis loeselii)
- mamifere (1): vidră de râu (Lutra lutra)
- nevertebrate (2): fluturele auriu (Euphydryas aurinia), Vertigo geyeri
- pești (2): cicar (Lampetra planeri), Petromyzon marinus